# Акишбай, Акакий Гуджулович
Акакий Гуджулович Акишбай (23 марта 1917 — 13 июня 1992) — советский военнослужащий, старший сержант, участник Великой Отечественной войны. Полный кавалер ордена Славы.

## Биография
Родился в с. Гудава (ныне — Гальского района Абхазии) в семье крестьянина.
Закончил 7 классов школы с. Чубуртхинджи того же района в 1932 году. Работал в колхозе плотником. Службу начал в 1940 году, на фронт попал в 1941.
Командир расчёта 76-мм пушки 1344-го стрелкового полка (319-я стрелковая дивизия, 22-я армия, 2-й Прибалтийский фронт) Акишбай Акакий Гуджулович, 18 января 1944, в районе станции Насва (Новосокольнический р-н Псковской области) орудийным огнем уничтожил танк противника и большое количество пехоты. Был ранен, но поле боя не покинул. 25 января 1944 года награждён орденом Славы 3 степени.
15 июля 1944 года, в боях за деревню Занцево (Верхнедвинский район Витебская область, Белоруссия) при отражении контратаки уничтожил пушку с расчетом. 29 июля 1944 повторно награждён орденом Славы 3 степени, но 31.декабря 1987 перенагражден орденом Славы 1 степени.
В боях 23 —24 января 1945 года у г. Лабиау (Восточная Пруссия, ныне г. Полесск Калининградская область) прямой наводкой уничтожил пулемет противника. 15 марта 1945 года награждён орденом Славы 2 степени.
После демобилизации в 1945 году проживал в г. Очамчира. С 1972 работал столяром 6-го разряда в стройуправлении № 5 треста «Абхаз-строй».
Скончался 13 июня 1992 года.